# Iłosk (gmina)
Iłosk – dawna gmina wiejska istniejąca do 1928 roku w woj. poleskim (obecnie na Białorusi). Siedzibą władz gminy był Iłosk.
W okresie międzywojennym gmina Iłosk należała do powiatu kobryńskiego w woj. poleskim.
Gminę zniesiono 18 kwietnia 1928 roku, a jej obszar włączono do gmin Antopol, Horodec, Podolesie oraz do nowo utworzonej gminy Dziatkowicze.